# 大寨乡 (松潘县)
大寨乡，是中华人民共和国四川省阿坝藏族羌族自治州松潘县曾经下辖的一个乡。2019年12月，撤销大寨乡，原大寨乡俄寨村所属行政区域划归进安镇管辖，将原大寨乡的三岔坝村所属行政区域划归十里回族乡管辖，将原大寨乡上纳咪村所属行政区域划归大姓乡管辖，将原大寨乡水草坝村、上泥巴村、大寨村所属行政区域划归青云镇管辖。

## 行政区划
大寨乡撤销前下辖以下地区：
水草坝村、上泥巴村、三岔坝村、大寨村、俄寨村和上纳咪村。